# خدرنق عاض
خدرنق عاض (الاسم العلمي: Cheiracanthium mordax) هو نوع من العنكبوتيات يتبع جنس الخدرنق من الفصيلة العناكب الكيسية.